# Teun Alberts
Teun Alberts (Groningen, ca. 1929) is een Nederlands voormalig politicus van de PvdA.
Hij heeft de hbs gedaan en ook diploma's gehaald op het gebied van gemeente-administratie. Hij was als hoofdcommies werkzaam bij de provinciale griffie van Groningen en daarnaast studeerde hij economische wetenschappen. In mei 1968 volgde hij zijn partijgenoot Koos Borgesius op als burgemeester van Meeden. In 1975 is Alberts afgestudeerd aan de Rijksuniversiteit Groningen. In datzelfde jaar kwam hij in de pers vanwege een conflict met de in Meeden woonachtige kunstenaar Casper C. Bosveld over een financiële garantstelling in verband met de Beeldende Kunstenaars Regeling (BKR). Verder was Alberts vanaf eind 1974 bijna drie jaar voorzitter van de Provinciale Groninger Jeugdraad. Midden 1979 eindigde zijn burgemeesterschap en kreeg hij een directeursfunctie bij een werkvoorzieningsbedrijf. 